# ياسر الشرقاوي
ياسر الشرقاوي أو ياسر محمود عبد الخالق الشرقاوي (1985-) قارئ القرآن مصري،

## حياته ونشأته
وُلِد الشيخ ياسر الشرقاوي في قرية أخطاب التابعة لمركز أجا بمحافظة الدقهلية بمصر في عام 1985، ثم انتقل لاحقًا برفقة والده العلامة الشيخ محمود الشرقاوي أستاذ علم القراءات، والذي كان يعمل بالمملكة العربية السعودية كأستاذ للقرآن الكريم والعلوم الإسلامية في محافظة المجاردة بمنطقة عسير حيث انتقل للعمل بها في مطلع عام 1980م، نشأ الشيخ ياسر الشرقاوي في ظلال القرآن الكريم محاطًا بعناية والده الذي كان حريصًا على أن يخلفه نجله ذا الصوت الحسن في قراءة القرآن والإلمام بأحكام تلاوته. فألحقه والده بمدرسة تحفيظ القرآن الكريم التي كان يعمل بها. 
التحق بكلية الشريعة والقانون التابعة لجامعة الأزهر بمصر، وتخرج فيها من قسم الشريعة الإسلامية ليكمل مسيرته القرآنية وينتسب للإذاعة المصرية كأصغر قارئ مصري في تاريخ إذاعة القرآن الكريم.

## مسيرته

تكريم ياسر الشرقاوي من السلطان حسن البلقية سلطان بروناي

تميز بصوته العذب الجميل الذي يترك بصمة مميزة لدى مصافحته آذان المستمعين، وكذا يتسم بأخلاق عظيمة وأدب جم رفيع. حل الشيخ ياسر ضيفًا مميزًا في العديد من المحافل الدولية، وشارك فيها بصفته سفيرًا فوق العادة لدولة القراءة، فأبدع وأصبح صوته العذب الرخيم يجوب الآفاق عبر الإذاعات والمحطات الفضائية ومواقع التواصل الاجتماعي على شبكة الإنترنت. ومن أبرز هذه المحافل الدولية هو افتتاحه للقمة العربية السادسة والعشرون بمدينة شرم الشيخ بمصر بآية من الذكر الحكيم.